# محمية أوكابي للحياة البرية

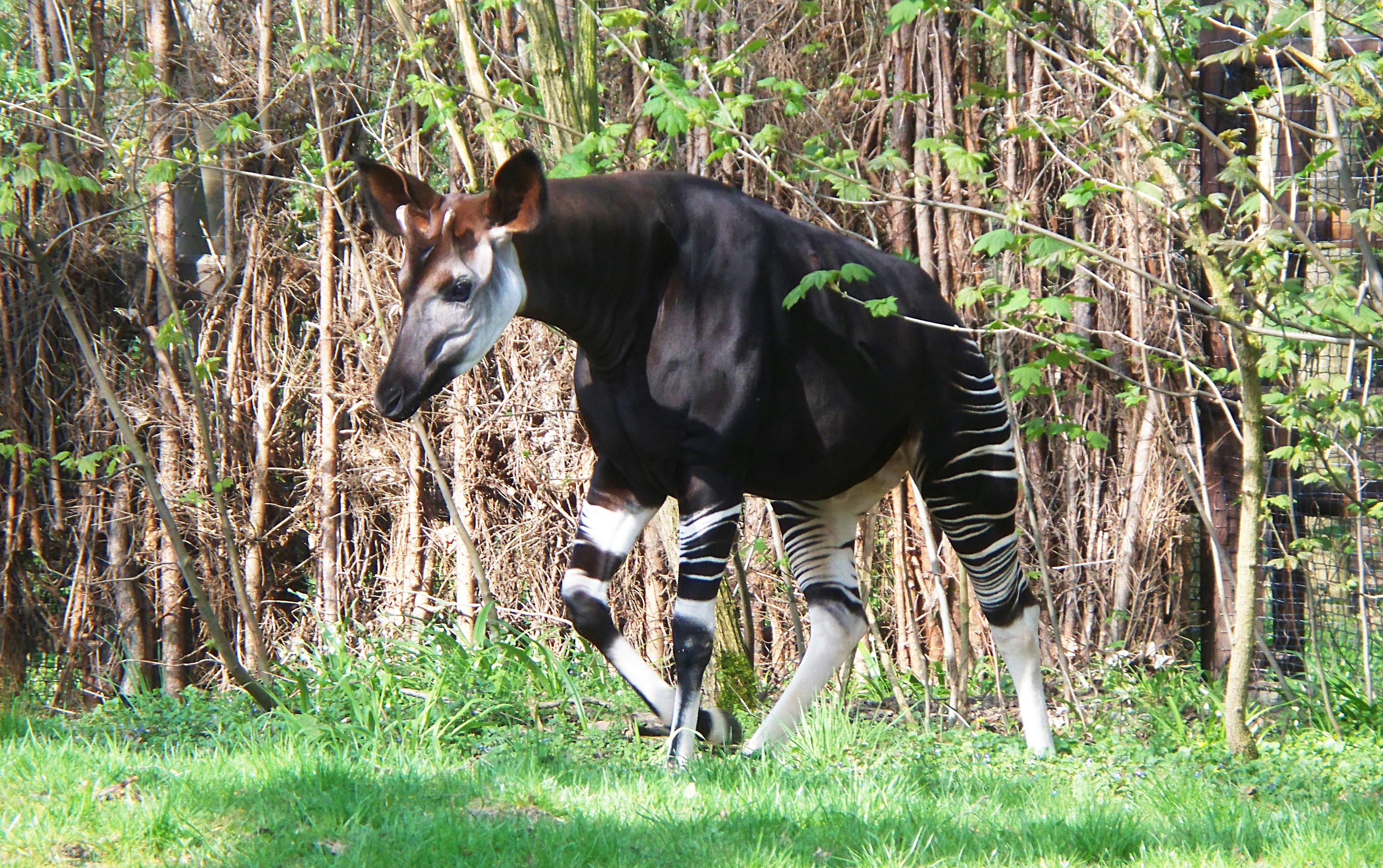
برية محمية أوكابي

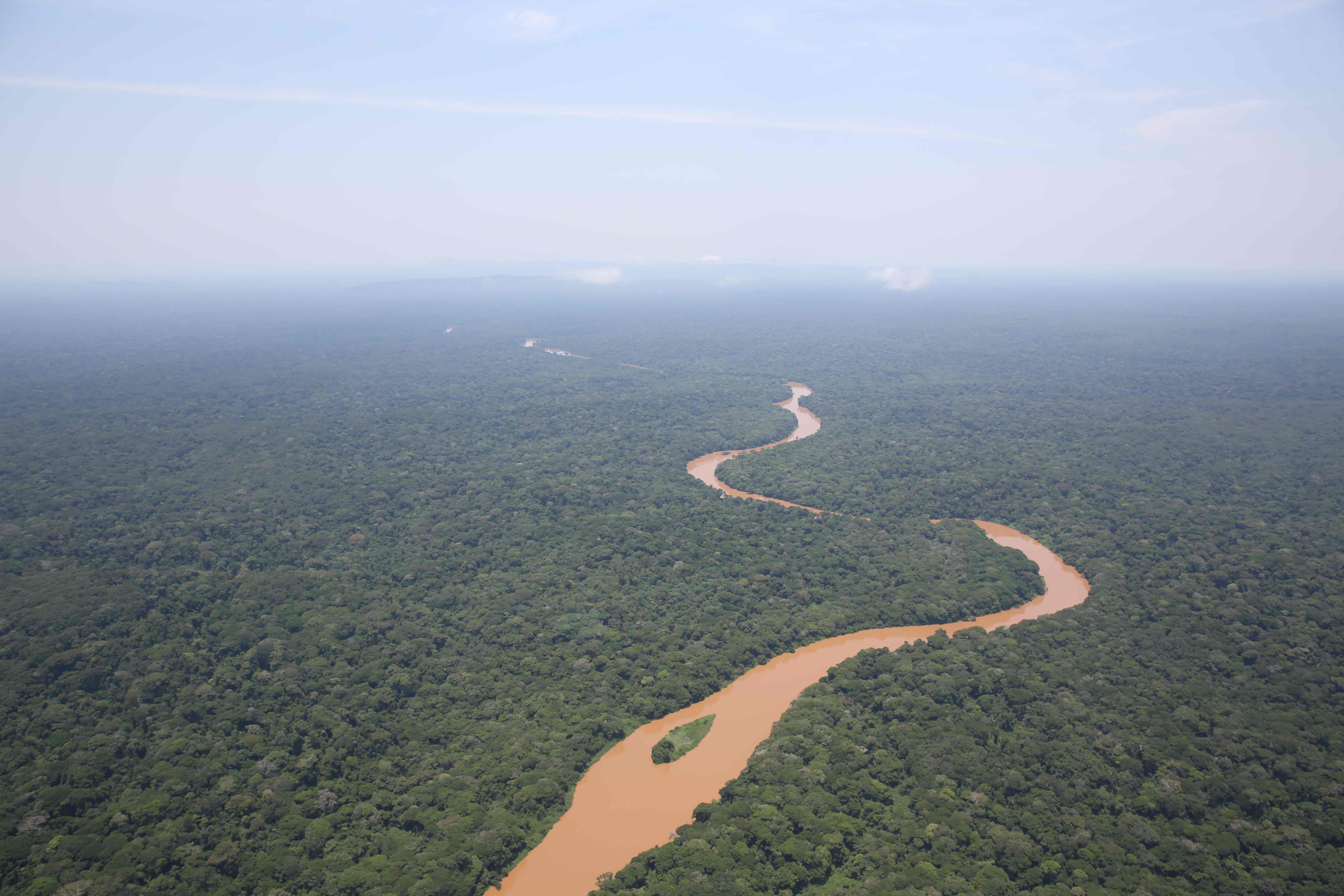
صورة نهارية

محمية أوكابي للحياة البرية، (بالإنجليزية: Okapi Wildlife Reserve)، تعتبر موقعًا من مواقع التراث العالمي في غابة إيتوري الإستوائية، التي تقع في شمال شرق جمهورية الكونغو الديمقراطية، بالقرب من الحدود مع السودان وأوغندا. وتمتد على مساحة تقرب من 14,000 كم مربع، وهي تغطي خُمس مساحة الغابة تقريبًا.

## الموقع
ويمر بالمحمية كلٌ من نهر نبوكو، ونهر أرويمي، و«نهر إيبولو».. كما يطل «جبل مبيا» العظيم على «قرية إيبولو».
وتعد «المحمية»، موطنًا لما يقرب من خمسة آلاف أكاب، وأربعة آلاف فيل، وألفي فهد، وشامبانزي، وتمساح.
وتشمل حيوانات غابة الإيتوري المطيرة الأخرى الجاموس، وشفرتين الماء، وأفيال الغابة.
تحتوي المحمية على أكثر من 300 نوعٍ من الطيور، وتعد واحدة من أهم مواقع الحفاظ على الطيور في البر الرئيسي لقارة إفريقيا.
كما يعيش في الغابة أيضًا أقزام مبوتي الرُحل، وسكان إفريقيا الأصليون، من مزارعي البانتو.

## معلومات تاريخية
تم إنشاء «محمية أوكابي للحياة البرية»، بمساعدة «مشروع الحفاظ على الأكاب» عام 1992.
واصل المشروع، دعم المحمية عن طريق تدريب حراس الحيوانات البرية وتجهيزهم، وتقديم المساعدة لتطوير الحياة المعيشية للمجتمعات المجاورة للمحمية.
ولقد تمت إضافة «محمية أوكابي للحياة البرية»، إلى قائمة مواقع التراث العالمي المعرضة للخطر عام 1997.
وتعد التهديدات الأساسية التي تواجه المحمية هي إزالة الغابات، التي يرجع سببها في المقام الأول إلى الزراعة عن طريق القطع والحرق، والصيد التجاري من أجل بيع «لحوم الأدغال».
كما يعد تعدين الذهب أيضًا مصدرًا للمشكلات في المحمية. واعتبارًا من عام 2005، انتقل القتال من الجزء الشرقي من البلاد إلى داخل حدود المحمية؛ ما تسبب في فرار الموظفين أو إجلائهم من المحمية. وبينما يُكن السكان الأصليون من المبوتي، والبانتو، الاحترام للغابة وحيواناتها البرية، إلا أن المهاجرين إلى المنطقة، لا يشعرون بنفس ذلك الارتباط بالأرض.
كما يعد نقص التمويل الناتج عن تردي الحالة السياسية والاقتصادية لجمهورية الكونغو الديمقراطية مصدرًا لحدوث المشكلات أيضًا. ومن المأمول تطوير السياحة البيئية في المنطقة؛ مما سيؤدي إلى زيادة التمويل وتحسين الوعي العام على حدٍ سواء.

## الحفاظ على النوع
كما هو واضح من الاسم، فإن المحمية تعد موطنًا للعديد من حيوانات الأكاب. واعتبارًا من عام 1996، تم تقدير الأعداد بما يتراوح بين 3900 6350، من إجمالي تعداد عالمي يتراوح بين 10,000 20,000.
كما أنها تعد أيضًا موقعًا لمحمية إيبولو ومركز الأبحاث على «نهر إيبولو». ويرجع تاريخ ذلك المرفق إلى عام 1928، عندما اكتشف عالم الأنثروبولوجيا الأمريكي «باتريك بوتنام» المخيم، كمحطة صيد، حيث كان يتم اصطياد حيوانات الأُكاب البرية، وإرسالها إلى حدائق الحيوان الأمريكية، والأوروبية، ولا يزال ذلك النشاط قائمًا حتى يومنا هذا، ولكن بمنهجية مختلفة تمامًا.
وكان يتم اصطياد الأُكاب وتوليد سلالتهم أثناء الأسْر، ومن ثم يتم إرسال النسل فقط إلى حدائق الحيوان، حيث تم اكتشاف أن لديهم فرصة أقل بكثير من البقاء على قيد الحياة. وبالرغم من ذلك، فإنه يتم تصدير عدد ضئيل فقط من هذه الحيوانات - وهو أقل عدد يضمن «الجدوى الجينية» للأعداد المحبوسة مسبقًا. كما يقوم المركز أيضًا بعمل العديد من الأبحاث المهمة، وحفظ النوع.
وفي الرابع والعشرين من يونيو عام 2012، قامت مجموعة من متمردي الماي ماي، بنهب مركز إيبولو لأبحاث حفظ الأنواع وإحراقه، وهي مجموعة مكونة من صائدي الفيل وعمال المناجم غير القانونيين. ولقد تم قتل حوالي ثلاثة عشر أو أربعة عشر أُكاب في المركز أثناء عملية الهجوم (ماتت الأخيرة متأثرةً بجراحها الناجمة عن الهجوم)، كما توفي ستة أشخاص، بالإضافة إلى مقتل اثنين من حراس الحيوانات البرية. وفي أوائل شهر أغسطس، تم تحسين الوضع الأمني نتيجة وجود قوات وحراس «الجيش الكونغولي» التابع لـهيئة الحياة البرية الكونغولية، كما بدأت التحضيرات للإصلاحات الخاصة بالمركز.

### كتابات أخرى
- Susan Lyndaker Lindsey; Mary Neel Green; Cynthia L. Bennett (1999). The Okapi. University of Texas Press. ISBN 0-292-74707-1

## وصلات خارجية
- Government website: l'Institut Congolais pour la Conservation de la Nature (ICCN) نسخة محفوظة 18 يناير 2005 على موقع واي باك مشين.
- UNESCO Okapi Wildlife Reserve Site
- UNEP-WCMC world Heritage site datasheet
- Blogs from the Rangers of the Okapi Wildlife Reserve
- Gilman International Conservation